# Spinovelleda excavata
Spinovelleda excavata är en skalbaggsart som beskrevs av Stefan von Breuning 1942. Spinovelleda excavata ingår i släktet Spinovelleda och familjen långhorningar. Inga underarter finns listade i Catalogue of Life.